# Budziska (Mrągowo)
Budziska (deutsch Budzisken, 1929–1945 Wachau) ist ein Dorf in der polnischen Woiwodschaft Ermland-Masuren. Es gehört zur Gmina Mrągowo (Landgemeinde Sensburg) im Powiat Mrągowski (Kreis Sensburg).

## Geographische Lage
Budziska liegt inmitten der Woiwodschaft Ermland-Masuren, 13 Kilometer nordöstlich der Kreisstadt Mrągowo (deutsch Sensburg).

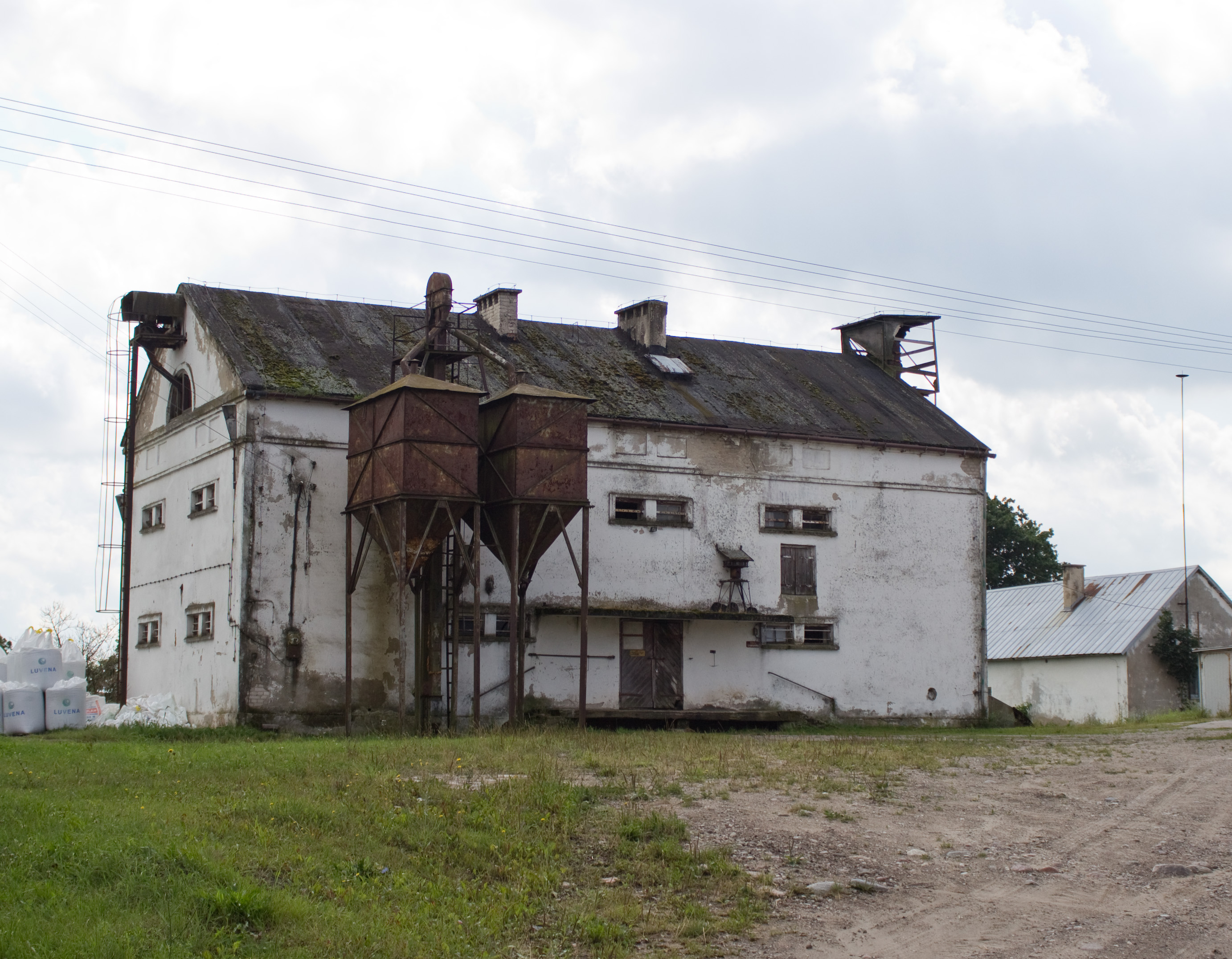
Ehemaliges Gutshaus in Budziska

## Geschichte
Der nach 1818 Budzisken, nach 1871 Budczisken und bis 1929 Budzisken genannte kleine Ort wurde 1785 als „adliges Gut und Dorf mit 9 Feuerstellen“ erwähnt.
Am 8. April 1874 wurde Budzisken Amtsdorf und damit namensgebend für einen Amtsbezirk, der – am 13. April 1932 in Amtsbezirk Wachau umbenannt – bis 1945 bestand und zum Kreis Sensburg im Regierungsbezirk Gumbinnen (ab 1905 Regierungsbezirk Allenstein) in der preußischen Provinz Ostpreußen gehörte.
Aufgrund der Bestimmungen des Versailler Vertrags stimmte die Bevölkerung in den Volksabstimmungen in Ost- und Westpreussen am 11. Juli 1920 über die weitere staatliche Zugehörigkeit zu Ostpreußen (und damit zu Deutschland) oder den Anschluss an Polen ab. In Budzisken (Dorf und Gut) stimmten 140 Einwohner für den Verbleib bei Ostpreußen, auf Polen entfielen keine Stimmen. Am 25. September 1929 wurde Budzisken in „Wachau“ umbenannt.
In Kriegsfolge kam der Ort 1945 mit dem gesamten südlichen Ostpreußen zu Polen und erhielt die polnische Namensform Budziska. Heute ist das Dorf Sitz eines Schulzenamtes (polnisch Sołectwo) und somit eine Ortschaft im Verbund der Gmina Mrągowo (Landgemeinde Sensburg) im Powiat Mrągowski (Kreis Sensburg), bis 1998 der Woiwodschaft Olsztyn (Allenstein), seither der Woiwodschaft Ermland-Masuren zugehörig.

## Amtsbezirk Budzisken/Wachau (1874–1945)
Zum Amtsbezirk Budzisken gehörten bei seiner Gründung fünf Ortschaften. Aufgrund struktureller Veränderungen waren es am Ende noch drei:
| Name            | Geänderter Name 1938 bis 1945 | Polnischer Name | Bemerkungen                                     |
| --------------- | ----------------------------- | --------------- | ----------------------------------------------- |
| Budzisken, Dorf | (ab 1929) Wachau              | Budziska        |                                                 |
| Budzisken, Gut  |                               |                 | 1928 in die Landgemeinde Budzisken eingemeindet |
| Kotzargen, Dorf | (ab 1929) Eichhöhe            | Koczarki        |                                                 |
| Kotzargen, Gut  |                               |                 | 1928 in die Landgemeinde Kotzargen eingemeindet |
| Scziersbowen    | (ab 1927) Talhausen           | Szczerzbowo     |                                                 |

## Kirche
Bis 1945 war Budzisken resp. Wachau in das evangelische Kirchspiel Eichmedien (polnisch Nakomiady) in der Kirchenprovinz Ostpreußen der Evangelischen Kirche der Altpreußischen Union sowie in die katholische Kirche St. Adalbert in Sensburg im damaligen Bistum Ermland eingepfarrt.
Heute gehört Budziska zur Evangelischen Pfarrei Ryn in der Diözese Masuren der Evangelisch-Augsburgischen Kirche in Polen, außerdem zur katholischen Pfarrei Nakomiady im heutigen Erzbistum Ermland in der polnischen katholischen Kirche.

## Verkehr

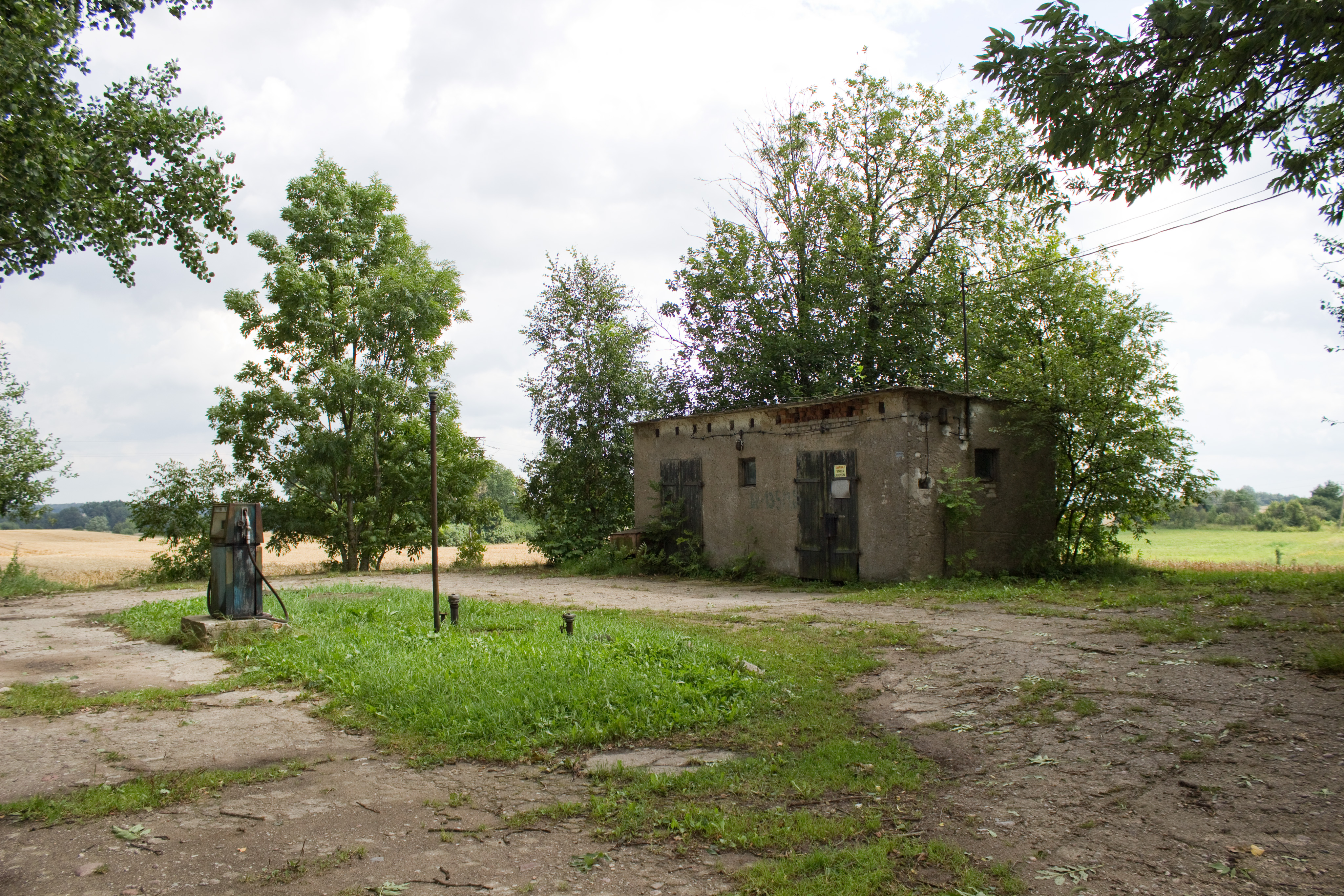
Ausgediente Tankstelle in Budziska

Budziska liegt verkehrsgünstig an einer Nebenstraße, die Wilkowo (Wilkendorf) an der Woiwodschaftsstraße 591 über Gronowo (Grunau) mit Słabowo (Slabowen, 1928–1945 Langenwiese) unweit der Landesstraße 59 (ehemalige deutsche Reichsstraße 127) verbindet und dabei durch drei Gemeindegebiete führt.
Eine Anbindung an das Schienennetz besteht für Budziska nicht.